# Какатоїс жовтохвостий
Какатоїс жовтохвостий (Calyptorhynchus funereus) — вид папугоподібних птахів родини какадових (Cacatuidae).

## Поширення
Ендемік Австралії. Поширений на південному сході країни, включаючи острови Тасманія і Кенгуру. Живе у відкритих евкаліптових лісах.

## Опис
Тіло завдовжки 56-66 см, вага до 900 г. Основне забарвлення оперення темно-коричневе, кінчики пір'я білі. В області вуха є біла або жовта пляма. По хвості проходить поздовжня смуга жовтого кольору. Очне кільце неоперене, рожеве у самця і сіре у самиці. Очі темно-карі. Лапи сіро-коричневі. Дзьоб темно-сірий у самця і світло-сірий у самиці. Чубчик маленький.

## Поведінка
Трапляється зграями. Живиться насінням, плодами, ягодами, квітами, комахами, хробаками. Гніздо облаштовує у дуплі високого дерева. У кладці 1-2 яйця, але виживає лише одне пташеня.

## Підвиди
- Calyptorhynchus funereus funereus Shaw, 1794
- Calyptorhynchus funereus xanthanotus Gould, 1838